# Die Tanzenden
Die Tanzenden (Originaltitel Le bal des folles, internationaler englischsprachiger Titel The Mad Women’s Ball) ist ein Filmdrama von Mélanie Laurent, das im September 2021 beim Toronto International Film Festival seine Premiere feierte und wenige Tage später in das Programm von Prime Video aufgenommen wurde. Der Film basiert auf dem gleichnamigen Roman von Victoria Mas.

## Handlung
Eugénie Cléry lebt Ende des 19. Jahrhunderts in Frankreich. Die junge Frau ist ein Freigeist und nicht auf den Mund gefallen. Man hat gerade den französischen Dichter und Schriftsteller Victor Hugo zu Grabe getragen, und Eugénie besuchte die Beerdigung, auch wenn sie das nicht sollte. Generell verhält sich die junge Frau nicht standesgemäß und nicht so, wie ihre Familie es erwartet, wenn sie in Montmartre unterwegs ist, Zigaretten raucht und Gedichte liest.
Die junge Frau hat eine mysteriöse Gabe, denn sie kann die Toten hören, wenn sie einen ihrer zunehmend häufigen Anfälle hat. Weil ihr verstorbener Großvater ihr auf diesem Weg einen Hinweis gibt, kann sie ihrer Großmutter helfen, ein Armband zu finden, das sie schon seit langem vermisst. Weil das alles äußerst ungewöhnlich ist und sich Eugénie weigert, zu heiraten, wird sie von ihrem Vater François in die psychiatrische Anstalt La Pitié Salpêtrière eingewiesen, in dem eine Frau namens Geneviève als leitende Krankenschwester arbeitet.
Die Patientinnen dort wurden gegen ihren Willen in die Klinik gebracht, meist weil sie ihren Familien mit ihrem Verhalten peinlich waren oder sich einfach nicht an die restriktiven Regeln halten wollten, die die Gesellschaft für Frauen aufgestellt hat. Die Untersuchungen durch die Ärzte, die die Frauen täglich über sich ergehen lassen müssen, sind demütigend und trotz ihrer angeblichen Geisteserkrankungen von sehr körperlicher Natur. Neben der Hypnose gelten daher Eisbäder als angemessene Therapie.
Nachdem sich Eugénie und Geneviève angefreundet haben, will die Krankenschwester ihr bei der Flucht helfen. Hierfür scheint der Abend des jährlich im Dezember stattfindenden Maskenballs geeignet. Die Patientinnen freuen sich auf diesen Tag, an dem sie sich kostümieren dürfen, doch eigentlich führt Dr. Charcot, der Leiter der Einrichtung, sie bei dieser Gelegenheit nur seinen Freunden von der akademischen Gemeinschaft der Stadt vor.

## Literarische Vorlage
„Mit einer Hand zieht Geneviève die Decke weg, unter der zusammengekauert auf der schmalen Matratze der schlafende Körper der jungen Frau liegt. Ihr dunkles, dichtes Haar bedeckt das Kopfkissen und einen Teil ihres Gesichts. Den Mund halb geöffnet, schnarcht Louise leise. Die anderen Frauen im Schlafsaal, die bereits aufgestanden sind, hört sie nicht. Zwischen den aufgereihten Eisenbetten rekeln sich die weiblichen Gestalten, drehen sich die Haare zu einem Knoten auf, knöpfen ihre tiefschwarzen Kleider über.“

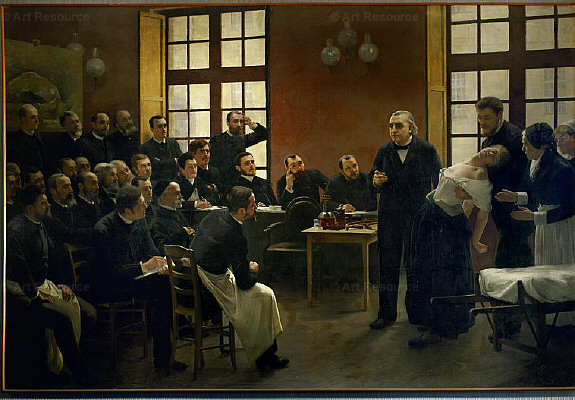
Jean-Martin Charcot mit einer Patientin auf dem Gemälde Une leçon clinique à la Salpêtrière von André Brouillet

Der Film basiert auf dem Roman Le Bal des folles von Victoria Mas, der in einer deutschen Übersetzung von Julia Schoch unter dem Titel Die Tanzenden im Piper Verlag veröffentlicht wurde. Es handelt sich dabei um den ersten Roman der 1987 geborenen Tochter der Sängerin Jeanne Mas. Victoria Mas lebte acht Jahre lang in den USA, wo sie unter anderem als Übersetzerin beim Film arbeitete, bevor sie zurück nach Frankreich ging und in Paris Literatur an der Sorbonne studierte. Die Tanzenden wurde mit mehreren Preisen geehrt, darunter dem Prix Stanislas und dem Prix Renaudot.
Die im Roman beschriebene Salpêtrière in Paris war eine im 19. Jahrhundert real existierende psychiatrische Anstalt. Der riesige Krankenhauskomplex, in dem vor allem Frauen regelrecht weggesperrt wurden, befand sich im Südosten von Paris. Dort führte der Mediziner Jean-Martin Charcot an den Insassinnen Hypnoseexperimente durch, wobei die öffentlichen Demonstrationen zu einem Massenvergnügen wurden, zu dem es die Pariser ebenso begeistert zog wie in die Boulevardtheater. Auch Sigmund Freud studierte zeitweise bei dem berühmten Mediziner.
Die Hauptfiguren in dem Roman sind die Oberschwester Geneviève, die in der Salpêtrière arbeitet, und eine junge Frau namens Eugénie, die hier von ihrer Familie eingeliefert wird, weil sie ihrer Großmutter gestanden hat, Tote sehen zu können. Mas zeigt in ihrem Roman, wie die Salpêtrière als eine Art Gefängnis genutzt wurde für Menschen, die nicht in die Gesellschaft passten, so für Bettlerinnen, Prostituierte und Missbrauchsopfer, aber auch Frauen, die sich den bürgerlichen Konventionen nicht beugen wollten, die hier in einer Art Paralleluniversum lebten. Auch Eugénie will nicht der Konvention entsprechen und heiraten.
Dirk Fuhrig von Deutschlandfunk Kultur sagt über das Werk, Mas stelle darin starke Frauenfiguren in den Mittelpunkt und zeichne ihre Charaktere sehr feinfühlig, ebenso die erdrückende gesellschaftliche Atmosphäre, die zur Abschiebung der Frauen führt. Allerdings wirke die Geschichte insgesamt etwa konstruiert, vor allem, dass Eugénies übersinnliche Hellseherei als Fakt dargestellt werde, was dem Roman eine spiritistische Note verleiht und die Geschichte letztlich unglaubwürdig mache. Auch Gerrit Bartels schreibt im Tagesspiegel, so schön und detailliert wie das historische Paris in Die Tanzenden zunächst ausgepinselt werde, entstehe bei der Lektüre bald der Eindruck, es hier mit einem klischeisierten, am Reißbrett konstruierten Roman zu tun zu haben, der zu allem Überfluss den einen oder anderen übernatürlichen, spiritistischen, nicht zuletzt also märchenhaften Gothic-Zug trägt: „Schwarz und weiß, gut und böse, wenig dazwischen.“

## Produktion

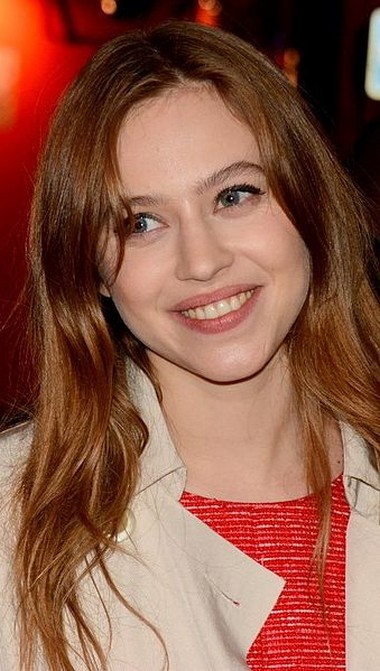
Eugénie Cléry wird von Lou de Laâge gespielt

Regie führte Mélanie Laurent, die gemeinsam mit Chris Deslandes auch Mas’ Roman adaptierte. Es handelt sich bei Le bal des folles um die fünfte Regiearbeit bei einem Spielfilm der eigentlich als Schauspielerin bekannten Laurent.
Die Hauptrolle von Eugénie Cléry besetzte Laurent mit Lou de Laâge, während sie selbst Geneviève spielt. Martine Chevallier spielt Eugénies Großmutter, Grégoire Bonnet den Leiter der Anstalt Dr. Charcot. Benjamin Voisin spielt Eugénies Bruder Théophile. Lomane de Dietrich spielt Louise, die von den männlichen Mitarbeitern der Salpêtrière sexuell missbraucht wird. Coralie Russier spielt die Patientin Camille. In weiteren Rollen sind César Domboy als Ernest, Valérie Stroh als Mrs. Cléry und André Marcon als Dr. Gleizes zu sehen.
Als Kameramann fungierte Nicolas Karakatsanis, der zuvor überwiegend für Kurz- und Werbefilme tätig war.
Die Premiere erfolgte am 12. September 2021 beim Toronto International Film Festival. Am 17. September 2021 wurde der Film in das Programm von Prime Video aufgenommen.

## Rezeption

### Kritiken
Der Film konnte 86 Prozent der bei Rotten Tomatoes erfassten Kritiker überzeugen bei einer durchschnittlichen Bewertung mit 7,1 von 10 möglichen Punkten. Auf Metacritic erhielt der Film einen Metascore von 72 von 100 möglichen Punkten.

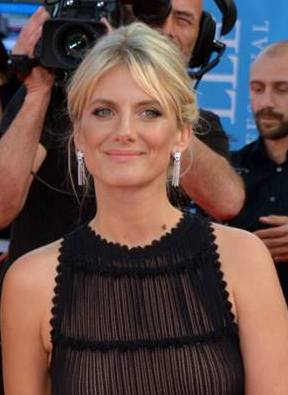
Mélanie Laurent führte Regie und spielt Geneviève

Sheila O’Malley schreibt in ihrer Kritik, Mélanie Laurent schenke in ihrem Film allen Frauen als Individuen in der Anstalt gleichermaßen Aufmerksamkeit und lasse sie nicht nur eine allgemeine Kulisse für Eugénies Reise sein. So entstünden Charaktere, Geschichten und Tragödien. Der Film „gaffe“ die Frauen nicht an, wie die Männer bei der Vorführung von Dr. Charcot / den Demonstration, sondern liebe und sorge sich um sie. Insbesondere einige Aufnahmen von den Hinterköpfen von Frauen blieben in Erinnerung, so O’Malley, neben dem von Geneviève und der sadistischen Krankenschwester Jeanne auch der von Eugénie. Als ihr Hinterkopf zu Beginn des Films in der Menschenmenge auftauche, sie sich aber nicht umdreht, frage man sich unweigerlich, wer sie ist und woran sie gerade denkt. Anders sei dies bei all dem Gerede des Klinikpersonals über die psychische Gesundheit der Frauen und dem Geprahle, die Patientinnen „heilen“ zu können, das jedoch kein Interesse zeigt, was in deren Köpfen vor sich geht.

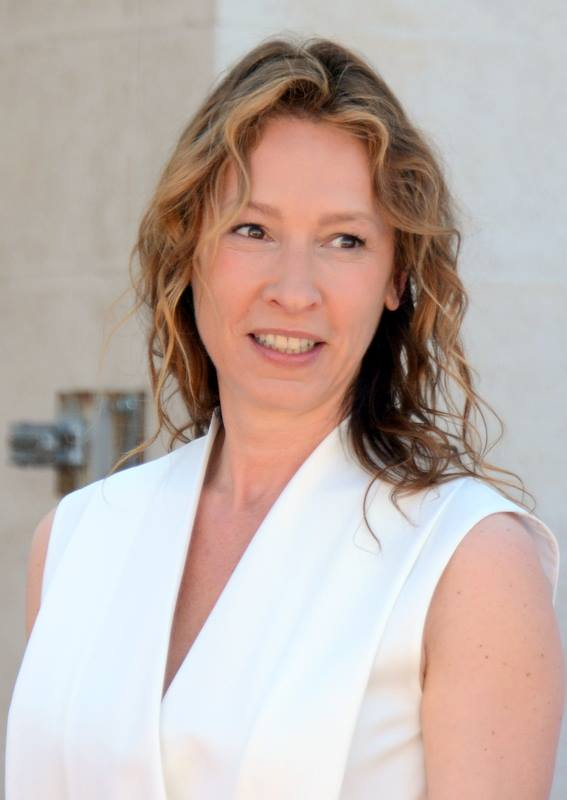
Emmanuelle Bercot spielt Schwester Jeanne

Alonso Duralde von The Wrap schreibt in seiner Kritik, Laurent beweise großes Einfühlungsvermögen für die Frauen von La Salpêtrière, Patientinnen und Mitarbeiterinnen gleichermaßen, und wie viele Schauspielerinnen, die zu Regisseurinnen geworden sind, gehe sie intuitiv mit ihren Darstellerinnen um, was es den Charakteren ermöglicht, selbst in nur ein oder zwei Szenen einen starken Eindruck zu hinterlassen. So sei Newcomerin Lomane di Dietrich herzzerreißend in der Rolle der Patientin Louise, die zum Objekt von Dr. Charcots grausamen „Lehrdemonstrationen“ wird. Lou de Laâge fange Eugenies Gefühl der Ermächtigung durch ihre übersinnlichen Fähigkeiten ein, auch wenn sie diese in die Anstalt brachten, deren Schrecken mit erschreckender Intensität vermittelt werde. Duralde bemerkt, sollte jemand planen, Biopics über die Schauspielerinnen der Nouvelle Vague zu drehen, täten sie gut daran, de Laâge zu besetzen, die er als die wahrscheinlich einzige Person beschreibt, die mit nur kleinsten Veränderungen ihres Äußeren Brigitte Bardot, Jeanne Moreau und sogar Jane Fonda ähneln würde. Zu der von Emmanuelle Bercot gespielten, sadistischen Krankenschwester Jeanne sagt Duralde, diese könne als eine Art Oberschwester Ratched aus dem Film Einer flog über das Kuckucksnest beschrieben werden, doch auch sie lasse Laurent einen Hauch von Menschlichkeit beweisen, bevor sie in ihren monströsen Normalzustand zurückkehrt.

### Auszeichnungen
International Emmy Awards 2022
- Auszeichnung als Beste Schauspielerin (Lou de Laâge)